# Stenocranus matsumurai
Stenocranus matsumurai är en insektsart som beskrevs av Metcalf 1943. Stenocranus matsumurai ingår i släktet Stenocranus och familjen sporrstritar. Inga underarter finns listade i Catalogue of Life.